# Exit (2020)
Exit ist ein dystopischer Fernsehfilm aus dem Science-Fiction-Genre, der in Deutschland produziert und im Oktober 2020 im Fernsehsender Das Erste erstausgestrahlt wurde. Der Film spielt im Jahr 2047 und thematisiert die Dimension und Wirkung künstlicher Intelligenz und digitalen Lebens. Die Handlung basiert auf der Geschichte „Nachspiel“ des Autors Simon Urban.
Der Film wurde von der ARD produziert und ist Teil einer Filmreihe zu Technikdystopien.

## Handlung
Der Film beginnt mit einem Verkaufsgespräch in einem Hotel, bei dem die künstliche Intelligenz Infinitalk der Start-up-Unternehmer Linus, Luca, Bahl und Malik an den japanischen Investor Li veräußert werden soll. Als Luca den Verkauf aus moralischen Gründen ablehnt, verschwindet sie auf mysteriöse Weise. Das weckt auch bei Linus Zweifel, so dass er zögert, den Vertrag zu unterzeichnen. Er hat den Verdacht, dass er tatsächlich im Bett liegt und ihm eine Simulation vorgespielt wird, um ihn zur Unterzeichnung zu drängen. Nachdem er die Simulation durchschaut hat, springt er vom Dach des Hotels, was zum Absturz der Simulation führt. Linus trifft nun auf die greise Luca. Sie erklärt ihm, dass er seit Jahrzehnten tot und selbst nur ein Teil ihrer persönlichen Simulation sei und sie todkrank im Krankenhaus liege. Daraufhin beginnt die Simulation erneut mit dem Verkaufsgespräch, wie es schon unzählige Male zuvor passiert sein muss. Die Geschehnisse scheinen sich zu wiederholen, bis Linus einen Hinweis erkennt und er mit der jungen Luca aus der Hotelsimulation ausbrechen kann. Erleichtert durch die Wandlung verstirbt die greise Luca im Krankenbett. In einer letzten Szene schaltet eine Krankenschwester die Simulation ab.

## Produktion
Bei Exit handelt es sich um den ersten Film einer Reihe für die ARD, die vom SWR und NDR konzipiert wurde. Dabei regten Fernsehfilmredaktionen Schriftsteller dazu an, Kurzgeschichten über die Welt von morgen zu verfassen. Eine daraus resultierende Anthologie war bereits 2019 unter dem Titel 2029 – Geschichten von morgen im Suhrkamp Verlag erschienen.
Der Film wurde von der Sommerhaus Filmproduktion im Auftrag des SWR realisiert. Er spielt fast ausschließlich in einem fiktiven Hotel in Tokio und wurde nahezu vollständig im Studio gedreht.

## Rezeption
Claudia Tischky von der Süddeutschen Zeitung beschreibt Exit in ihrer Rezension als „faszinierend arrangierter Film“, der „auf höchst ungewöhnliche Weise illusioniert“ und dabei „nicht mit Sci-Fi-Effekten aufzuprotzen, sondern exakt gegenläufig zu arbeiten“ versucht, indem etwa Technologie in „theaterhafte[r] […] Bildsprache“ visualisiert wird. Tischky kritisiert aber, dass der Film durch die Sendezeit von knapp neunzig Minuten komprimiert wirke und nicht sein volles Potential entfalten könne:
Nach dem diese unerhörte Welt entworfen ist, über die man gerne noch länger gestaunt und sich darin versponnen hätte, schaltet Exit unverzüglich auf dramaturgische Zweckmäßigkeit um (also eine Lovestory) und schaukelt die ganze Sache recht gradlinig auf ein Ende zu, das zwar wirklich nicht schlecht ist, aber so unvorbereitet um die Ecke kommt, dass es einen erstaunlich kaltlässt.
Karsten Umlauf von SWR2 konstatiert, der Film reiche zwar nicht an vergleichbare US-amerikanische Produktionen heran, verbinde aber „die Chancen und insbesondere die Ängste, die mit KI verbunden sind, zu einem faszinierenden labyrinthhaften Plot.“